# István Kemény (Schriftsteller)

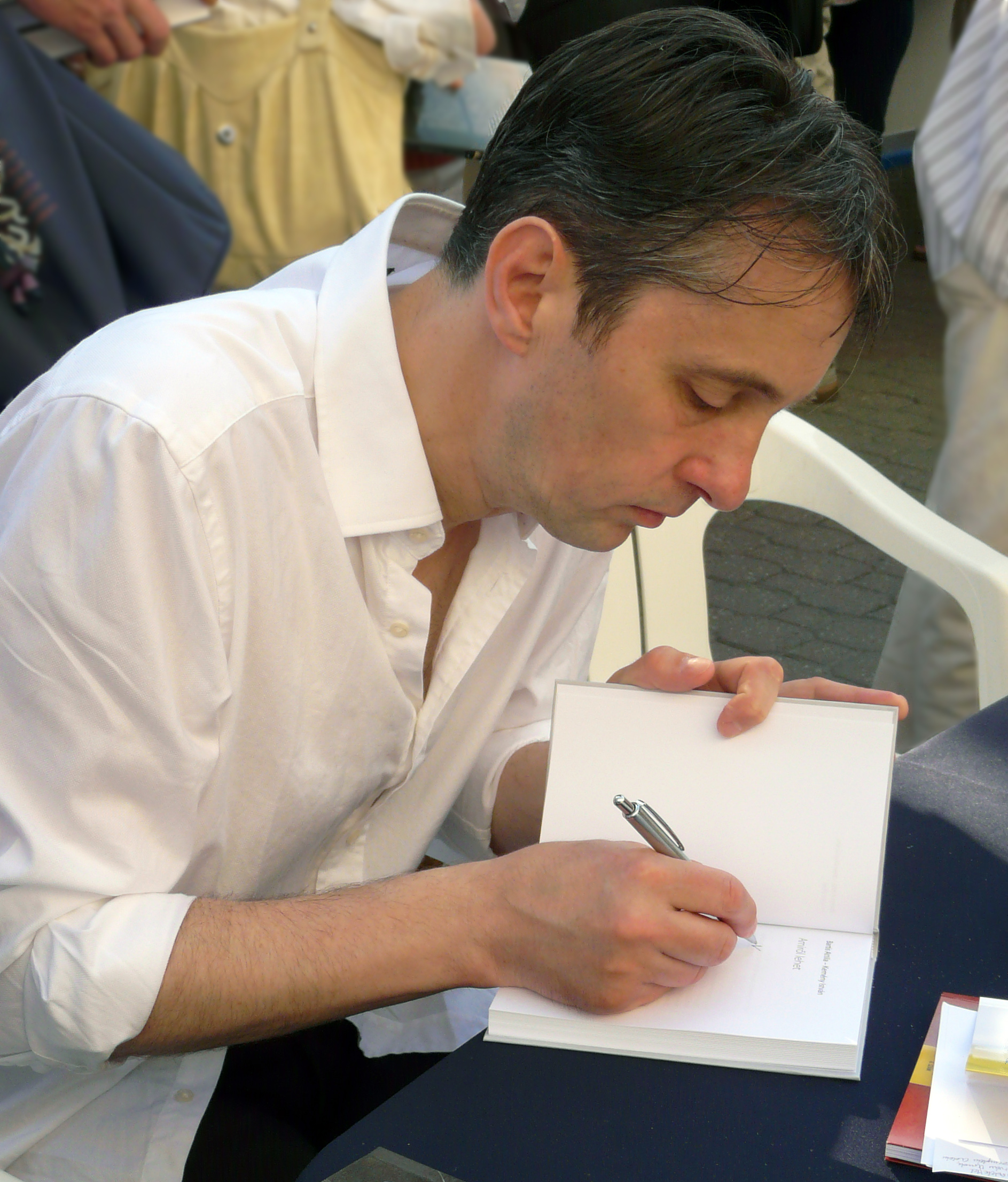
István Kemény (2011)

István Kemény (* 28. Oktober 1961 in Budapest) ist ein ungarischer Schriftsteller.

## Leben
Kemény begann an der Loránd-Eötvös-Universität in Budapest zunächst Rechtswissenschaften zu studieren, wechselte dann zum Studium der Ungarischen Literatur und Geschichte und machte 1983 Examen. Seinen ersten Gedichtband veröffentlichte er 1984 unter dem Titel „Csigalépcsõ az elfelejtett tanszékekhez“ („Wendeltreppe zur vergessenen Fakultät“). Mit seiner Unterstützung gaben Orsolya Kalász und Gerhard Falkner 1999 die Gedichtanthologie „Budapester Szenen“ in Deutschland heraus, als Ungarn Ehrengast der Frankfurter Buchmesse war.
Seit einigen Jahren führt er Interviews mit älteren Familienangehörigen und hat auf mehr als hundert Tonbändern Erinnerungen aufgezeichnet. Diese Erinnerungen umfassen anderthalb Jahrhunderte europäisch-ungarischer Geschichte, und er plant auf Grundlage dieses Materials einen großen Familienroman.
Kemény lebt und arbeitet in Budapest.

## Werke
Von Keménys Gedichten und Schriften wurde nur wenig übersetzt.
- Ich übergebe das Zeitalter, Gedichte, übers. v. Orsola Kalász u. Monika Rinck, Reinecke & Voß, Leipzig 2019, ISBN 978-3-942901-35-2
- Ein Guter Traum mit Tieren, Gedichte, übers. v. Orsola Kalász u. Monika Rinck, Matthes & Seitz Berlin, Berlin 2015, ISBN 978-3-95757-146-5
- Drama gemeinsam mit Attila Bartis: A félszent. Tragédia három felvonásban, veröffentlicht in Pompeji, 1995. 4. sz. A félszent
- zweisprachig mit deutscher Übersetzung: Nützliche Ruinen : 23 Gedichte deutsch/ungarisch (Célszerű romok). Ausgewählt und übersetzt von Orsolya Kalász, Gerhard Falkner, Steffen Popp und Monika Rinck, Frankfurt, M. ; Weimar: Gutleut Verlag 2007 ISBN 978-3-936826-64-7
- Kedves Ismeretlen, 2009; deutsche Übersetzung: Liebe Unbekannte. Aus dem Ungarischen übersetzt von Timea Tankó, Wien: Braumüller 2013

## Auszeichnungen
- 1989 Zsigmond-Móricz-Preis
- 1997 Tibor-Déry-Preis
- 1997 Attila-József-Preis
- 2001 Zoltán-Zelk-Preis
- 2002 János-Arany-Preis
- 2010 DAAD-Stipendiat in Berlin
- 2010 Sándor-Márai-Preis